# BACK STAGE/バックステージ
『BACK STAGE/バックステージ』は、高田宏太郎主演・香月秀之監督による日本映画。
ショービズ界の内側を描いた悲恋物語。劇場公開日は、2001年8月18日。配給は日活とメディアプロダクション。

## ストーリー
俳優養成所に通う悟は、ある日、ミュージカルスターを目指す幼馴染のさやかに再会する。 再会した2人は、幼い頃に共に約束した夢の実現を目指すために、互いに邁進しながら愛を育む。
やがて、悟は映画の主役というチャンスをつかみ、さやかはミュージカルのオーディションに挑むのだが、 ある日、さやかの身体が不治の病に侵されていることを宣告されてしまう。

## 登場人物
- 田辺悟 - 高田宏太郎
- 後藤さやか - 京島奈央
- 星野まゆみ - 星野ゆかり
- 後藤昭二 - ミッキー・カーチス
- 一色舞子 - 仲宗根美樹
- 白井亘 - 川崎麻世
- 佐藤誠 - 村野武範
- 橘怜子 - とよた真帆（友情出演）
- 藤原医師 - 布川敏和（友情出演）
- 今井雅之（友情出演）
- 峰岸徹
- あさだこうじ - 國場雄大

## スタッフ
- 監督 - 香月秀之
- 製作 - 瓜谷綱延、松島正和
- 製作総指揮 - 篠原壽
- プロデューサー - 榎本靖 、 山崎伸介
- アソシエイトプロデューサー - 櫻井一葉
- 脚本 - 香月秀之 、 中西健二 、 後藤法子
- 撮影 - 千葉真一
- 音楽 - 伊豆一彦 、 原田克彦
- 美術 - 佐々木敬
- 編集 - 菅野善雄
- 録音 - 江口靖
- スクリプター - 関村ゆかり
- ヘアメイク - 波止和子
- 助監督 - 本多幹祐
- 証明 - 岩崎豊
- アシスタントプロデューサー - 大沢直美
- 制作担当 - 小松功
- 製作 -メディアプロダクション、ハームズ
- 配給 - 日活、メディアプロダクション
- 企画 - 文芸社
- 制作会社 - フレッシュハーツ
- 制作協力 - ジャパン・エース

## Blu-ray / DVD
2009年5月29日発売。発売・販売元はJSDSS。